# Båstad-Posten
Båstad-Posten var en dagstidning utgiven under fyra år från 8 december 1897 till 16 december 1901 Tidningens sista fullständiga titel var Båstads- Posten / Daglig tidning för köpingen Båstad, Bjäre härad och Sydhalland.

## Redaktion
Redaktionsort för tidningen var Ängelholm och tidningen var edition till Engelholms-Posten. Tidningens syfte var  att verka för allt hvad nyttigt och godt som spåras och skönjes i fråga om ortens kommunala och landtbruksförhållanden  Politiskt var tidningen moderat liberal. Utgivningsbevis för tidningen utfärdades för bokbindaren Bengt Johan Adolf Bengtsson Morén 29 november 1897, vilken var medarbetare  till april 1898 , redaktörerna Karl Emil Thure Nyberg  från 17 oktober 1898, Johan Hjalmar Schultz från 24 november 1899 och Gustaf Erhard Derwinger den 30 april 1900. Tidningen hade samma redaktion som Engelholms-Posten 
| Period                 | Ansvarig utgivare                  | Titel       | Period                 | Redaktör         |
| 1897-11-29--1898-10-16 | Bengtsson Morén, Bengt Johan Adolf | bokbindaren | 1897-12-08--1898-10-20 | Ingen uppgift    |
| 1898-10-17--1899-11-23 | Nyberg, Karl Emil Thure            | redaktören  | 1898-10-22--1899-11-28 | Nyberg, Thure    |
| 1899-11-24--1900-04-29 | Schultz, Hjalmar                   |             | 1899-11-30--1900-05-03 | Schultz, Hjalmar |
| 1900-04-30--1901-12-16 | Derwinger, Gustaf Erhard           |             | 1900-05-03--1901-11-30 | Ingen uppgift    |
|                        |                                    |             | 1901-12-03--1901-12-16 | Nyberg, Thure    |

1897 till 22 juli 1898 kom tidningen ut måndag, onsdag och lördag , från den 23 juli till 30 november 1901 tisdag, torsdag och lördag och blev sedan i december sexdagarstidning innan den gick upp i Engelholms-Posten.

## Tryckning och förlag
Förlag var Bröderna Derwinger  i Ängelholm som gav ut Båstads-Posten som edition till 1901 då den gick upp i modertidningen. Periodisk bilaga kom ut oregelbundet, med allmänt innehåll varierande dagar. Tryckeri  var Bröderna Derwingers tryckeri Ängelholm som tryckte i enbart svart med typsnittet  antikva  på 2-4 sidor. Satsytan var stor oftast  52 x 36 till 61 x 42 cm med minst yta 47 x 30 1897. Prenumerationspriset var 3 kr 1898-1899 och sedan 2 kr 40 öre 1900-1901,